# Трефкон
Трефко́н (фр. Trefcon) — коммуна во Франции, находится в регионе Пикардия. Департамент коммуны — Эна. Входит в состав кантона Сен-Кантен-1. Округ коммуны — Сен-Кантен.
Код INSEE коммуны — 02747.

## Население
Население коммуны на 2010 год составляло 83 человека.
| 1962 | 1968 | 1975 | 1982 | 1990 | 1999 | 2010 |
| ---- | ---- | ---- | ---- | ---- | ---- | ---- |
| 99   | 94   | 86   | 87   | 83   | 95   | 83   |

## Экономика
В 2010 году среди 51 человека трудоспособного возраста (15—64 лет) 39 были экономически активными, 12 — неактивными (показатель активности — 76,5 %, в 1999 году было 56,6 %). Из 39 активных жителей работали 34 человека (21 мужчина и 13 женщин), безработных было 5 (3 мужчин и 2 женщины). Среди 12 неактивных 3 человека были учениками или студентами, 1 — пенсионером, 8 были неактивными по другим причинам.